# サムシング・ロッテン!
『サムシング・ロッテン!』（英題：Something Rotten!）は、ジョン・オファレルとケイリー・カークパトリック脚本、ケイリーとウェイン・カークパトリック作詞作曲によるコメディ・ミュージカル。2015年にブロードウェイのセント・ジェームズ劇場にて初演された。
1595年、イギリスを舞台に、ニックとナイジェルのボトム兄弟が絶大な人気を誇るウィリアム・シェイクスピアと競いながら舞台芸術業界で成功を目指す物語である。劇中にはシェイクスピアの戯曲と過去の人気ミュージカル作品へのオマージュが盛り込まれ、題名も『ハムレット』の一節（Something is rotten in the state of Denmark.）からとられている。

## 背景
1990年代、ケイリーとウェインのカークパトリック兄弟のアイデアから始まった。2010年、ジョン・オファレルが参加し、ケヴィン・マコラムがプロデューサーとなった。演出および振付にケイシー・ニコロウが参加する際に何人かの役者を連れてきて、2014年、ワークショップが行われた。
2015年4月にワシントン州シアトルにある五番街劇場で試験興行を予定していた。しかしブロードウェイ・シアターでの上演が可能になり、マコラムはシアトルでの試験興行なしで開幕することにした。五番街劇場の芸術監督であるデイヴィッド・アームストロングによると、2014年10月のワークショップの評判が良く、マコラムと共にシアトル公演なしでブロードウェイで上演する可能性について話し合った。同月、ニューヨークにてニコロウ演出および振付により仕上げの稽古が行われた。

## プロダクション
2015年、ブロードウェイにあるセント・ジェイムズ劇場にて3月23日からプレビュー公演、4月22日から正式に開幕した。ケイシー・ニコロウが演出および振付、スコット・パスクが装置デザイン、グレッグ・バーンズが衣裳、ジェフ・クロイターが照明を担当した。2017年1月1日、742公演上演後閉幕する予定である。
2017年、全米ツアー公演を開始する。ニューヨーク州スケネクタディにあるプロクター劇場でのプレビュー公演の後、1月17日から19日までのボストン・オペラ・ハウス公演で正式に開幕する。出演者はニック役にロブ・マクルア、シェイクスピア役にアダム・パスカル、ナイジェル役にジョシュ・グリスティが配役される。

## あらすじ

### 第1幕
1590年代、ルネサンス末期、ウィリアム・シェイクスピアは「ザ・バード」としてロックの神様とされている。ミンストレルが観客を歓迎し、この時代の発明、偉業、慣習について語る("Welcome to the Renaissance")。ミンストレルは、ニック・ボトムが兄弟のナイジェルと共に劇団を運営しているが、皆がニックのやりたいことを理解している訳ではないと語る。シェイクスピアが『ロミオとジュリエット』を開幕させる頃、ニックらはもうすぐ開幕する『リチャード二世』のリハーサルを行なう。兄弟と劇団を支援するクラファムは、シェイクスピアが『リチャード二世』を製作中だと告げる。シェイクスピアはすでに『リチャード三世』を上演していたのに時代を逆行するやり方にニックは激怒する。ニックは劇団員たちにシェイクスピアの悪口をぶちまけ、劇団員たちは怖がる("God, I Hate Shakespeare")。クラファムはボトム兄弟に翌日までに他の作品を用意しなければクビにすると言い残して去る。
ナイジェルとニックは小さな家に帰宅する途中、ユダヤ人シャイロックと偶然会う。シャイロックは劇団への資金援助を申し出るが、ニックはそれが違法に繋がるとして断る。ニックの妻ビーはその日のできごとや食材をどうやって手に入れたかを喋りまくる。節約して暮らしており、ニックが金庫を開けようとするとビーはその手を払いのける。ビーは劇団などで自分がいかに役に立つかを語る("Right Hand Man")。ニックが男のすることだと言っても、ビーはやりたがる。ナイジェルが寝静まると、ニックはシェイクスピアを嫌う本当の理由を思い起こす。「ザ・バード」はニックを自意識過剰にさせるのである("God, I Hate Shakespeare (Reprise)")。なんとかしてシェイクスピアより上に立ちたいと、預言者に会うため自宅金庫から金を盗む。ニックは預言者トーマス・ノストラダムスと会うが、著名なノストラダムスではなくその甥であった。ニックはノストラダムスに次にどんな作品を上演すれば成功するか尋ねると、ノストラダムスは「台詞を話していた俳優がいきなり歌いだす」「ミュージカルというもの」と語る。ニックはばかばかしいと思うが、すぐにいい方法だと考え直す("A Musical")。
その後、ニックはナイジェルと会うが、ナイジェルはピューリタンでジェレミアの娘であるポーシャと出会ったところであった。ナイジェルとポーシャはすぐに意気投合するが、ニックはナイジェルにポーシャはピューリタンだから深追いするなと忠告する。ポーシャらピューリタンが去った後、ニックはナイジェルに預言者が言ったことを伝えるが、それはニック自身のアイデアではないとしてナイジェルははねのける。ナイジェルは『コーンウォールの兄弟』をやりたいと言うが、ニックは拒否してもっと大きなことをしなければと語り、『ザ・ブラック・デス(The Black Death )』を上演すると決める。クラファムは劇団がタイトル曲を演じているのを観るが、気に入らず支援を打ち切る。
ナイジェルは新たな演劇の脚本を執筆しようとする。ポーシャがこっそり会いに来て、自分たちの共通点を発見する("I Love the Way")。ナイジェルに『シェイクスピア・イン・ザ・パーク』と打ち上げパーティへの招待が届く。ポーシャがなぜこの招待が届いたか尋ねると、ナイジェルはザ・バードの意見を聞くため自作のソネットを送ったのだと語る。ナイジェルは使者にポーシャを同行すると伝える。
シェイクスピアが公園で作品を上演する("Will Power")。ナイジェルとポーシャが打ち上げパーティに参加すると、ポーシャは酔っ払う。シェイクスピアはナイジェルに詩など作品の発表を勧めるが、ニックが駆け込み、シェイクスピアはナイジェルの作品を盗用するつもりだろうと叫び、ナイジェルにシェイクスピアのパーティに参加するなんて不用心だと語る。ジェレミアも駆け込んできて、酔っ払っているポーシャを見つけ、ナイジェルとポーシャを叱る。
落ち込んだニックは残り少ない金を持ってノストラダムスに再会する。シェイクスピアの新作を尋ねると、ノストラダムスは『ハムレット』と思い浮かぶが、発音を間違え『オムレット』と伝える。主役は「デニッシュ」(デンマーク人の意)の王子だと伝えるが、ニックは最初の方しか聞いておらずパンの「デニッシュ」だと思い込む。自分の未来や夢の実現の可能性に興奮し、観客が自分に喝采を送り、シェイクスピアを負かすことを思い浮かべる("Bottom's Gonna Be on Top")。

### 第2幕
ミンストレルが挨拶し、ボトム兄弟とシェイクスピアが直面している問題について語る("Welcome to the Renaissance (Reprise)")。そしてシェイクスピアの人生および悩みが語られる("Hard to Be the Bard")。スパイはシェイクスピアに、ボトム兄弟がシェイクスピアの新作を盗作しようとしていると告げる。シェイクスピアは逆にこれはいいネタになると思いつく。シェイクスピアは「トビー・ベルチ」と偽名を使い、ボトム兄弟の劇団のオーディションを受けることを決意する。
一方劇団はミュージカル『オムレット』を稽古している("It's Eggs!")。シャイロックが新たな出資者となり、ニックはシャイロックこそこの作品に出資するにふさわしいと語る。それでもシャイロックの称号をどうするか迷っている。劇団員のうち何人かがノストラダムスがなぜ劇場にいるのか疑い始めるが、ニックは彼が預言者だと明かしたくないためノストラダムスは俳優であると嘘をつく。「トビー・ベルチ」と名乗るシェイクスピアが劇場にやってきて、劇団員として採用される。シェイクスピアは自分の作品が卵の話になっていることを知り驚く。
ナイジェルはポーシャに会うため抜け出してロンドン橋に行き、愛の詩を朗読する。ナイジェルは自分たちの将来について心配するが、ポーシャはナイジェルの素晴らしい詩を聞けばニックもジェレミアも皆2人の関係を認めるだろうと語りナイジェルを安心させる("We See the Light")。ナイジェルは『オムレット』が気に入らないとポーシャに語る。ジェレミアがやってきて、反抗的なポーシャを塔に閉じ込める。愛する人がいなくなって悲しむナイジェルは『オムレット』とは全く違う脚本を思い付く。それは『ハムレット』であった。
翌日、ナイジェルは劇場に行き、ニックにミュージカル『オムレット』は良い作品でないため他の作品を書き始めたと語る。ボトム兄弟は大喧嘩となり、シェイクスピアはこの兄弟喧嘩を作品に利用しようとする("To Thine Own Self")。
道を歩いていたナイジェルはビーに見つかり、いつものようにニックに任せるすべきだと言われて気分を害する("Right Hand Man" (Reprise))。
ニックはミュージカル『オムレット』製作に良心の呵責を抱くが、チケットを求めて町中の人々が劇場周りに列をなしているのを知る。ニックと劇団は上演準備をする("Something Rotten!")。彼らは多くの現代のミュージカル作品から引用したダンス・ナンバーを披露する("Make an Omelette")。曲が終わりに近付くと、シェイクスピアはわざと脚本を外れて正体を明かし、ボトム兄弟を訴える。劇団とナイジェルはノストラダムスが預言者であると知り、ぞっとする。
裁判所でシャイロック、ニック、ナイジェル、ノストラダムスが裁判にかけられ、ニックは斬首刑の判決を出される。弁護士のふりをしたビーがやってきて、ニックに金庫から金を盗んだことを白状させ、裁判官にニックはすでに気が動転している(lost his head)のだから斬首刑はやり過ぎであると語る。ビーはシェイクスピアと、彼らをアメリカに島流しにすることで合意に達する("To Thine Own Self" (Reprise))。ビーは、彼らはいつも新しいカントリー・ハウスを欲しがっていたのだから、新しいカントリー(国)で家を持てば良いと語る。その後、塔から逃げ出したポーシャがやってくる。ポーシャは父親の言いなりにならず、ボトムズ兄弟、シャイロック、ノストラダムスと共にアメリカに行くと語る。
彼らはアメリカに着き、新世界での新たなチャンスについて語る("Finale")。ニックはシェイクスピアの新作『ハムレット』開幕を聞き、ノストラダムスは「私はこれに近いことを言っただろう」と語る。

## 音楽

### 楽曲
| 第1幕 - "Welcome to the Renaissance" – ミンストレル、カンパニー - "God, I Hate Shakespeare" – ニック、ナイジェル、劇団 - "Right Hand Man" – ビー、ニック - "God, I Hate Shakespeare (Reprise)" – ニック - "A Musical" - ノストラダムス、ニック、アンサンブル - "The Black Death" – 劇団 - "I Love the Way" – ポーシャ、ナイジェル - "Will Power" – ザ・バード、アンサンブル - "Bottom's Gonna Be on Top" – ニック、ザ・バード、カンパニー | 第2幕 - "Welcome to the Renaissance (Reprise)" – ミンストレル - "Hard to Be the Bard" – ザ・バード、アンサンブル - "It's Eggs!" – ニック、劇団 - "We See the Light" – ポーシャ、ナイジェル、ジェレミア、ニック、アンサンブル - "To Thine Own Self" – ナイジェル、ニック、ザ・バード、劇団 - "Right Hand Man (Reprise)" – ビー - "Something Rotten!" – 劇団 - "Make an Omelette" - ニック、カンパニー - "To Thine Own Self (Reprise)" – ニック - "Finale" – カンパニー |

### レコーディング
2015年6月2日、ゴーストライト・レコードはオリジナル・ブロードウェイ・キャスト・アルバムをデジタル配信し、7月17日、CDをリリースした。
レコーディングに際し、短い『Something Rotten! 』と『Make an Omelette 』は1曲にまとめられた。

### 引用作品
多くのミュージカルから引用が行われている。例えば『A Musical 』の曲の中で、ノストラダムスとコーラスたちが水平帽をかぶり、『南太平洋』、『エニシング・ゴーズ』、『オン・ザ・タウン』、『海の貴婦人たち』など船をテーマにしたミュージカルを思い起こさせる。『シアターマニア』のレビュアーは『A Musical 』について「6分間にミュージカルが凝縮されている。機知に富んだ引用、エネルギッシュなダンスが詰め込まれている。最高の作品であることに疑いはない」と記した。『バラエティ』誌も『A Musical 』について「ボブ・フォッシーのジャズ・ハンドからシンクロするロケッツのラインダンスまで人気の特徴的なフォームに対し、称賛とパロディを同時に行っている」と記した。
| - プロデューサーズ - アベニューQ - オペラ座の怪人 - ファンタスティックス - ジプシー (ミュージカル) - ウエスト・サイド物語 - チェス - レディ、ビー・グッド - エビータ - リトル・ショップ・オブ・ホラーズ (ミュージカル) - ミス・サイゴン - 四十二番街 (ミュージカル) - キャバレー - メリー・ポピンズ (ミュージカル) - ゴッドスペル - ライオン・キング - サンデー・イン・ザ・パーク・ウィズ・ジョージ - ガイズ&ドールズ - スウィート・チャリティ - ハロー・ドーリー! | - キャッツ - スウィーニー・トッド - シカゴ - アニー - 屋根の上のバイオリン弾き - サウンド・オブ・ミュージック - PIPPIN - オン・ザ・タウン - 南太平洋 - スージカル - ニュージーズ - レント - ジーザス・クライスト・スーパースター - レ・ミゼラブル - ミュージック・マン (ミュージカル) - ヨセフ・アンド・ザ・アメージング・テクニカラー・ドリームコート - ウィキッド - ドリームガールズ - コーラスライン |

### シェイクスピアからの引用
- ソネット18番
- リチャード二世
- リチャード三世
- 夏の夜の夢
- ハムレット
- ロミオとジュリエット
- 十二夜
- 空騒ぎ
- ヴェニスの商人
- お気に召すまま

## 登場人物および出演者
オリジナル・キャストを以下に示す:
| 登場人物                   | オリジナル・ブロードウェイ・キャスト(2015年) | 現ブロードウェイ・キャスト | 第1回全米ツアー      |
| -------------------------- | -------------------------------------------- | -------------------------- | -------------------- |
| ニック・ボトム             | ブライアン・ダーシー・ジェームズ             | ロブ・マクルア             | ロブ・マクルア       |
| ウィリアム・シェイクスピア | クリスチャン・ボール                         | ウィル・チェイス           | アダム・パスカル     |
| ナイジェル・ボトム         | ジョン・カリアニ                             | ジョシュ・グリセティ       | ジョシュ・グリセティ |
| ビー                       | ハイディ・ブリックンスタッフ                 | レスリー・クリッツァー     | マギー・レイキス     |
| ノストラダムス             | ブラッド・オスカー                           | ブラッド・オスカー         | ブレイク・ハモンド   |
| ポーシャ                   | ケイト・レインダース                         | キャサリン・ブルネル       | オータム・ハルバート |
| ジェレミア                 | ブルックス・アシュマンスカス                 | デイヴィッド・ビーチ       | スコット・コート     |
| クラファム/裁判官          | ピーター・バートレット                       | エドワード・ハイバート     | N/A                  |
| シャイロック               | ゲリー・ヴィヒ                               | ゲリー・ヴィヒ             | ジェフ・ブルックス   |
| ミンストレル               | マイケル・ジェイムズ・スコット               | アンドレ・ウォード         | N/A                  |

## ウェブ・シリーズ
2015年、Broadway.comはビー役のハイディ・ブリックンスタッフ司会のリアリティ番組『ルネッサンス・ウィメン』を製作した。この番組は1シーズン全8回で、批評家の称賛を得た。第2シーズン製作への要望が多数あがったが、製作の予定はない。

## 受賞歴等
| 年                       | 賞                                                                  | 部門                                                                | ノミネート者                                           | 結果       |
| ------------------------ | ------------------------------------------------------------------- | ------------------------------------------------------------------- | ------------------------------------------------------ | ---------- |
| 2015                     |                                                                     |                                                                     |                                                        |            |
| トニー賞                 | ミュージカル作品賞                                                  | ミュージカル作品賞                                                  | ノミネート                                             |            |
| トニー賞                 | ミュージカル脚本賞                                                  | ケイリー・カークパトリック、ジョン・オファレル                      | ノミネート                                             |            |
| トニー賞                 | オリジナル楽曲賞                                                    | ウェイン・カークパトリック、ケイリー・カークパトリック              | ノミネート                                             |            |
| トニー賞                 | ミュージカル主演男優賞                                              | ブライアン・ダーシー・ジェイムズ                                    | ノミネート                                             |            |
| トニー賞                 | ミュージカル助演男優賞                                              | クリスチャン・ボール                                                | 受賞                                                   |            |
| トニー賞                 | ミュージカル助演男優賞                                              | ブラッド・オスカー                                                  | ノミネート                                             |            |
| トニー賞                 | ミュージカル衣裳デザイン賞                                          | グレッグ・バーンズ                                                  | ノミネート                                             |            |
| トニー賞                 | ミュージカル演出賞                                                  | ケイシー・ニコロウ                                                  | ノミネート                                             |            |
| トニー賞                 | 振付賞                                                              | ケイシー・ニコロウ                                                  | ノミネート                                             |            |
| トニー賞                 | 編曲賞                                                              | ラリー・ホッチマン                                                  | ノミネート                                             |            |
| ドラマ・デスク・アワード | ミュージカル作品賞                                                  | ミュージカル作品賞                                                  | ノミネート                                             |            |
| ドラマ・デスク・アワード | ミュージカル主演男優賞                                              | ブライアン・ダーシー・ジェイムズ                                    | ノミネート                                             |            |
| ドラマ・デスク・アワード | ミュージカル助演男優賞                                              | クリスチャン・ボール                                                | 受賞                                                   |            |
| ドラマ・デスク・アワード | ミュージカル助演男優賞                                              | ブラッド・オスカー                                                  | ノミネート                                             |            |
| ドラマ・デスク・アワード | ミュージカル演出賞                                                  | ケイシー・ニコロウ                                                  | ノミネート                                             |            |
| ドラマ・デスク・アワード | 振付賞                                                              | ケイシー・ニコロウ                                                  | ノミネート                                             |            |
| ドラマ・デスク・アワード | 作詞賞                                                              | ケイリー・カークパトリック、ウェイン・カークパトリック              | ノミネート                                             |            |
| ドラマ・デスク・アワード | ミュージカル脚本賞                                                  | ケイリー・カークパトリック、ジョン・オファレル                      | ノミネート                                             |            |
| ドラマ・デスク・アワード | 編曲賞                                                              | ラリー・ハッチマン                                                  | ノミネート                                             |            |
| 批評家サークル賞         | 新作ブロードウェイ・ミュージカル作品賞                              | 新作ブロードウェイ・ミュージカル作品賞                              | ノミネート                                             |            |
| 批評家サークル賞         | ミュージカル脚本賞                                                  | ケイリー・カークパトリック、ジョン・オファレル                      | ノミネート                                             |            |
| 批評家サークル賞         | 新作楽曲賞                                                          | ウェイン・カークパトリック、ケイリー・カークパトリック              | ノミネート                                             |            |
| 批評家サークル賞         | ミュージカル演出賞                                                  | ケイシー・ニコロウ                                                  | ノミネート                                             |            |
| 批評家サークル賞         | 振付賞                                                              | ケイシー・ニコロウ                                                  | ノミネート                                             |            |
| 批評家サークル賞         | 装置デザイン賞                                                      | スコット・パスク                                                    | ノミネート                                             |            |
| 批評家サークル賞         | 衣裳デザイン賞                                                      | グレッグ・バーンズ                                                  | ノミネート                                             |            |
| 批評家サークル賞         | 照明デザイン賞                                                      | ジェフ・クロイター                                                  | ノミネート                                             |            |
| 批評家サークル賞         | ミュージカル主演男優賞                                              | クリスチャン・ボール                                                | ノミネート                                             |            |
| 批評家サークル賞         | ミュージカル主演男優賞                                              | ブライアン・ダーシー・ジェイムズ                                    | ノミネート                                             |            |
| 批評家サークル賞         | ミュージカル助演男優賞                                              | ジョン・カリアニ                                                    | ノミネート                                             |            |
| 批評家サークル賞         | ミュージカル助演女優賞                                              | ハイディ・ブリックンスタッフ                                        | ノミネート                                             |            |
| ドラマ・リーグ・アワード | ブロードウェイ/オフ・ブロードウェイ・ミュージカル・プロダクション賞 | ブロードウェイ/オフ・ブロードウェイ・ミュージカル・プロダクション賞 | ノミネート                                             |            |
| ドラマ・リーグ・アワード | 演技賞                                                              | クリスチャン・ボール                                                | ノミネート                                             |            |
| ドラマ・リーグ・アワード | 演技賞                                                              | ブライアン・ダーシー・ジェイムズ                                    | ノミネート                                             |            |
| 2016                     | グラミー賞                                                          | ミュージカル・シアター・アルバム賞                                  | ウェイン・カークパトリック、ケイシー・カークパトリック | ノミネート |

## 日本版
フジテレビジョンの企画製作により日本版が製作され、福田雄一の演出・上演台本で2018年12月17日から12月30日まで東京国際フォーラムホールCにて、2019年1月11日から1月14日まで大阪・オリックス劇場にて上演された。

### キャスト
- ニック - 中川晃教
- シェイクスピア - 西川貴教
- ビー - 瀬奈じゅん
- ナイジェル - 平方元基
- ポーシャ - 清水くるみ
- ノストラダムス - 橋本さとし

### スタッフ
- 作詞・作曲 - ウェイン・カークパトリック、ケイリー・カークパトリック
- 脚本 - ケイリー・カークパトリック、ジョン・オファレル
- 演出・上演台本 - 福田雄一
- 振付 - 上島雪夫
- 音楽監督・指揮 - 上垣聡
- 美術 - 二村周作
- 照明 - 高見和義
- 音響 - 山本浩一
- 歌唱指導 - 山川高風
- 衣裳 - 十川ヒロコ
- ヘアメイク - 宮内宏明
- 演出助手 - 伊達紀行
- 舞台監督 - 津江健太
- 主催（東京） - フジテレビジョン、キョードー東京、エイベックス・エンタテインメント
- 主催（大阪） - 関西テレビ放送、キョードー大阪
- 後援 - WOWOW
- 企画製作 - フジテレビジョン